# Lausi (Aldeia)
Lausi (Lauisi, Lau-usi) ist eine osttimoresische Aldeia im Suco Lausi (Verwaltungsamt Aileu, Gemeinde Aileu). 2015 lebten in der Aldeia 311 Menschen.

## Geographie
Die Aldeia Lausi bildet den Westteil des Hauptterritoriums des Sucos Lausi. Im Westen liegt die Aldeia Erbuti. Nördlich des Monofonihun, eines Nebenflusses des Nördlichen Laclós, liegt der Suco Fahiria, westlich der Suco Bandudato und südlich der Suco Lequitura.
Im Nordwesten liegt am Fluss die Hauptsiedlung der Aldeia. Ansonsten gibt es nur noch vereinzelte Häuser, vor allem entlang des Flusslaufs. Nach Süden hin ist der Suco so gut wie unbesiedelt. Hier steigt das Land auf Meereshöhen von über 1000 m.

## Politik
2023 wurde Domingos Sarmento zum Chefe de Aldeia gewählt.